# 弗氏兔脂鯉
弗氏兔脂鯉，為輻鰭魚綱脂鯉目脂鯉亞目上口脂鯉科的其中一個種。

## 分布
本魚分布於南美洲千里達、蓋亞那、蘇利南、法屬圭亞那、委內瑞拉、巴西及阿根廷的溪流中。

## 特徵
本魚體修長，底色灰褐色，魚體上出現幾片黑色鱗片，看上去斑斑點點。側腹部上有三塊橢圓形黑斑。根據魚的精神狀態，在三塊主要斑點間可能會出現較小的斑點。魚體上有數條不清晰的直條紋，眼和嘴之間還有一塊斑紋。尾鰭為叉形。吻小如兔吻。背鰭軟條12枚；臀鰭軟條11枚。體長可達40公分。

## 生態
本魚棲息河流、湖泊或池塘中，在雨季時活躍於氾濫森林中；乾季時則聚居河流深處，性情溫和，喜群居，屬雜食性，以果實、昆蟲等為食。

## 經濟利用
為觀賞性魚類，較少食用。